# Knegsel
Knegsel est un village dans la commune néerlandaise d'Eersel, dans la province du Brabant-Septentrional.
La première référence écrite date de 1281 sous la forme de Cneczele. Toutefois, il est probable que le site fut habité dès la préhistoire comme en témoignent nombre de tumulus et des champs d'urnes.
Le 3 décembre 1688, les villages de Knegsel et de Steensel sont complètement détruits et anéantis par le passage de l'armée française.
En 1997, Knegsel comptait environ 1 330 habitants.